# Gemeenten in Zeeuws-Vlaanderen
Het aantal gemeenten in Zeeuws-Vlaanderen is in de loop der tijd door middel van gemeentelijke herindelingen teruggebracht van 38 naar 3. De laatste herindeling van Zeeuws-Vlaanderen was op 1 januari 2003 een feit, maar dit Nederlandse gebied ten zuiden van de Westerschelde heeft al menige organisatorische verandering ondergaan.

## Historisch overzicht van 1796 tot 2003

### 1796
De Republiek der Zeven Verenigde Nederlanden was sinds 1793 in oorlog met Frankrijk. In 1794 bezetten de Fransen het toenmalige Staats-Vlaanderen en voegen het toe aan het Scheldedepartement. In 1796 volgt een reorganisatie van het bestuur naar Frans model. Zo wordt Zeeuws-Vlaanderen opgedeeld in 38 zelfstandige gemeenten. Het zijn:
1. Aardenburg
2. Axel
3. Biervliet
4. Boschkapelle
5. Breskens
6. Cadzand
7. Clinge
8. Eede
9. Graauw en Langendam
10. Groede
11. Heille
12. Hengstdijk
13. Hoek
14. Hontenisse
15. Hoofdplaat
16. Hulst
17. Koewacht
18. Nieuwvliet
19. Oostburg
20. Ossenisse
21. Overslag
22. Philippine
23. Retranchement
24. Sas van Gent
25. Schoondijke
26. Sint Anna ter Muiden
27. Sint Jansteen
28. Sint Kruis
29. Sluis
30. Stoppeldijk
31. Terneuzen
32. Waterdijk
33. Waterlandkerkje
34. Westdorpe
35. IJzendijke
36. Zaamslag
37. Zuiddorpe
38. Zuidzande

### 1815
Meteen na de installatie van Koning Willem I gaat de eerste, weliswaar kleine, herverdeling in:
Het gehucht Waterdijk wordt bij Philippine gevoegd.

### 1880
In 1880 worden de gemeenten Heille en Sint Anna ter Muiden bij Sluis gevoegd.

### 1936
In het jaar 1936 worden de vier gemeenten Boschkapelle, Hengstdijk, Ossenisse en Stoppeldijk omgevormd tot de nieuwe gemeente Vogelwaarde.

### 1941
In 1941 worden Sint Kruis en Eede toegevoegd aan de gemeente Aardenburg.

### 1970
Op 1 april van dit jaar is er een grote wijziging in de samenstelling van de Zeeuws-Vlaamse gemeenten. De toen bestaande dertig gemeenten gaan over in acht nieuwe. Deze worden dan:
1. Aardenburg
2. Axel
3. Hontenisse
4. Hulst
5. Oostburg
6. Sas van Gent
7. Sluis
8. Terneuzen

### 1995
Op 1 januari 1995 besluiten Sluis en Aardenburg tot een nauwere samenwerking door de vorming van een nieuwe "fusiegemeente" onder de naam Sluis-Aardenburg.

### 2003
Op 1 januari 2003 wordt een nieuwe herindeling voltrokken. Zeeuws-Vlaanderen bestaat nog uit drie bestuurlijke eenheden:
1. Gemeente Hulst
2. Gemeente Sluis
3. Gemeente Terneuzen